# Floyd Heard
Floyd Heard (West Point (Mississippi), 24 maart 1966) is een voormalige Amerikaanse sprinter, die het meest bekend is om zijn prestaties op de 200 m en zijn wereldrecord op de 4 × 200 meter estafette.

## Loopbaan
Heard liep op 7 juli 1986 een indrukwekkende 20,12 s op de klokken. Hij werd dat jaar voor de eerste keer Amerikaans kampioen en was het snelste van dat seizoen. Een jaar later won hij goud bij de Pan-Amerikaanse Spelen op de 200 m.
Heard slaagde er niet in zich te plaatsen voor de Olympische Spelen van 1988 in Seoel. Dit veranderde in 1989. Hij werd voor de tweede maal Amerikaans kampioen op de 200 m in 20,09 en liep toen met wisselend succes een aantal wedstrijden in Europa. Op de Wereldbekerwedstrijd in Barcelona werd hij tweede in een tijd van 20,36 achter de Braziliaan Robson da Silva (goud) en voor de Nigeriaan Olapade Adeniken (brons). Op 17 april 1994 verbeterde hij in Walnut het wereldrecord op de 4 × 200 meter estafette met zijn teamgenoten Mike Marsh, Leroy Burrell en Carl Lewis. Dit record zou twintig jaar overeind blijven en uiteindelijk in 2014 worden verbroken door een Jamaicaans team.
In 2000 was Floyd Heard de oudste Amerikaanse sprinter uit de geschiedenis op zijn eerste olympische optreden. Hij sneuvelde in de halve finale met een zesde plaats op de 200 m in Sydney, terwijl hij zich eerder had gekwalificeerd bij de Amerikaanse Olympische Trials met een persoonlijk record van 19,88.

## Titels
- Amerikaans kampioen 200 m - 1986, 1989
- NCAA-kampioen 200 m - 1992, 1993

## Persoonlijke records
| Onderdeel | Prestatie | Datum        | Plaats     |
| --------- | --------- | ------------ | ---------- |
| 100 m     | 10,10 s   | 14 juni 1991 | New York   |
| 200 m     | 19,88 s   | 23 juli 2000 | Sacramento |

## Palmares

### 200 m
- 1986:  Goodwill Games - 20,12 s
- 1987:  Universiade - 20,44 s
- 1987:  Pan-Amerikaanse Spelen - 20,25 s
- 1987: 6e WK - 20,25 s
- 1989:  Wereldbeker - 20,36 s